# Mine d'or du Châtelet
La mine d'or du Châtelet est une ancienne mine d'or située dans la commune de Budelière, dans le département français de la Creuse et la région Nouvelle-Aquitaine.
En fonctionnement de 1905 à 1955, il s'agit d'une des principales mines productives du Limousin, et d'un site aurifère majeur du territoire français. Après sa fermeture, les installations industrielles demeurent désaffectées pendant plusieurs décennies, avant d'être intégralement supprimées au début des années 2010. Le village du Châtelet demeure marqué, par son architecture, par la présence de cette activité et des mineurs.

## Localisation

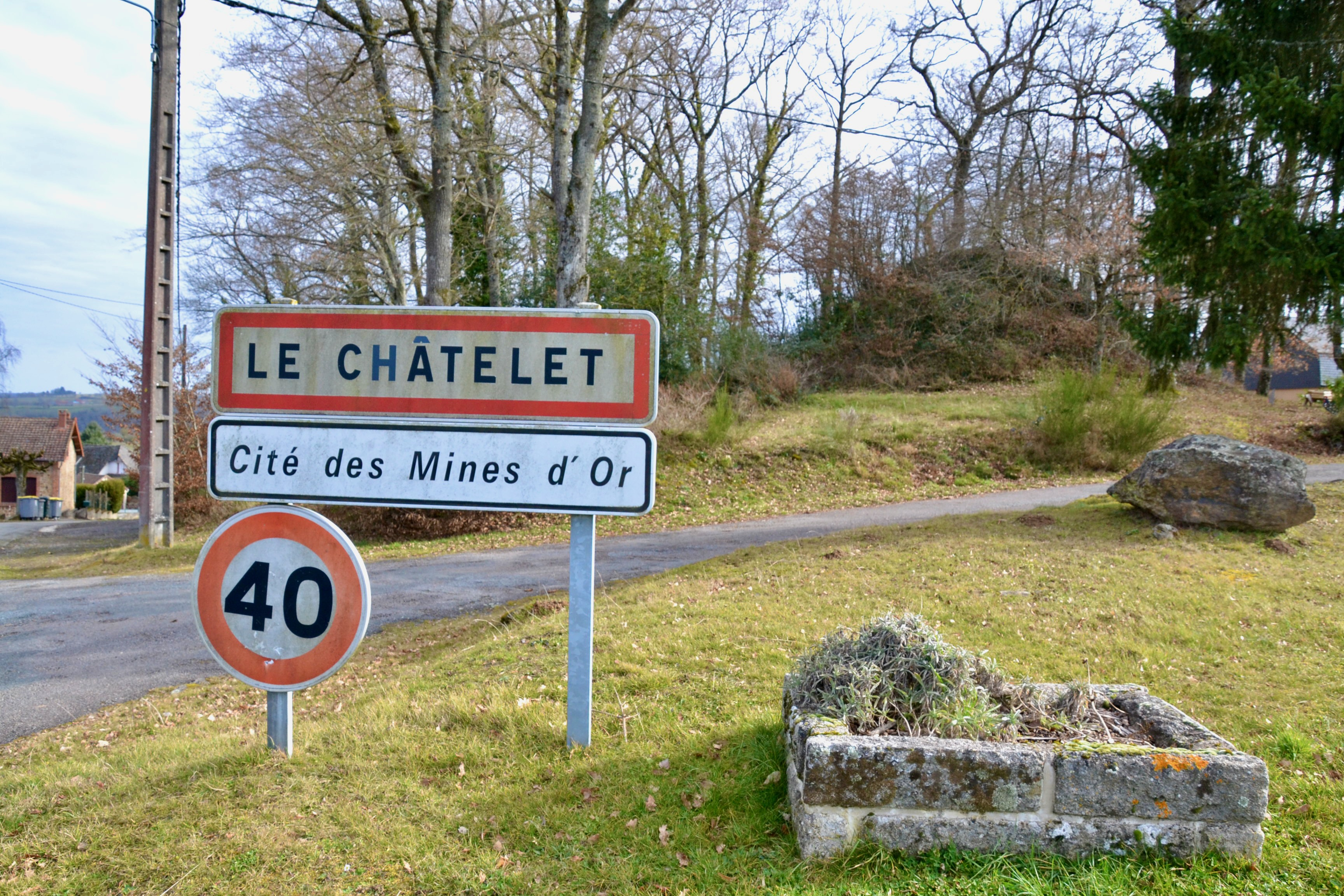
Entrée du village du Châtelet.

La mine du Châtelet se trouve au nord-est du département de la Creuse, à seulement 4 km du département voisin de l'Allier, à 18 km au sud-ouest de Montluçon, et 45 km à l'est de Guéret.
Le village du Châtelet est isolé du bourg de Budelière, à environ 2 km au sud de celui-ci. Il est situé non loin du croisement des RD993 (Montluçon - Chambon-sur-Voueize - Aubusson) et RD996 (Budelière - La Courtine).
La mine se trouve sur le territoire de l'ancienne commune du Châtelet-Landré, rattachée à Budelière en 1851. Le village du Châtelet est édifié sur un éperon rocheux délimité au sud par la Tardes, et au nord par le ruisseau du Châtelet. La mine est située en position terminale de cet éperon, au bout du village, exposée au sud-ouest, au-dessus de la Tardes.

## Histoire

### Débuts
Les travaux de construction de la gare de Budelière - Chambon, située sur la ligne reliant Montluçon à Ussel, permettent la découverte de filons de pyrite, minerai contenant de l'or. Dans la foulée, des filons de quartz sont découverts au Châtelet. Des analyses attestent une teneur en or intéressante, de 11 g à la tonne. Le géologue bourguignon Hippolyte Marlot (1850-1920) visite les lieux, poursuit les prélèvements, dont certains affichent une concentration de 75 g par tonne. Faisant état de ses projets à la Préfecture de la Creuse, il achète en 1905 les droits d'exploitation des gisements à Théodore Lassalle. Il s'associe à plusieurs partenaires, comprenant Pierre Curie et Émile Armet de Lisle, pour obtenir un permis de recherche. Ce groupement rachète ensuite les droits sur le gisement à Marlot. Victor Lassalle, fils de Théodore Lassalle, dirige les premiers travaux de recherche active dès février 1905, avant que la concession ne soit officiellement accordée le 29 juillet 1907. L'extraction démarre véritablement en juillet 1905.
Initialement demandée sur une superficie de 3 876 hectares, la concession est finalement ramenée à moins de 800. Sur l'année 1906, la production de minerai bruit atteint 4 192 tonnes. La même année, l'usine de traitement est achevée. Le procédé retenu est la cyanuration ; le procédé par chloruration, expérimenté, est délaissé. Le premier lingot d'or sort de l'usine le 22 avril 1906. Faiblement capacitaire, l'usine délègue une partie du traitement à l'usine de Vienne, dans l'Isère. 
En 1907, la Société anonyme des mines d'or du Châtelet est constituée. En fin d'année, les effectifs employés atteignent les 195 personnes.

### Développement
En 1908, au plus fort de l’extraction du minerai, 300 mineurs travaillent au fond, jusqu’à plus de 272 m de profondeur. Sa production la plus importante se situe en 1912, avec 1 012 kg extraits. Sa production en 1955 sera de 45 kg grâce au travail de 20 employés. Au début de la décennie 1910, des prospections sont à nouveau menées dans les communes environnantes.
Une école est créée en 1913.
En septembre 1914, au déclenchement de la guerre, le fonctionnement de la mine et de l'usine cesse. La Société réoriente temporairement ses activités vers l'exploitation et le traitement de la barytine. La suspension de l'extraction de l'or est maintenue jusqu'en 1922, date où des apports financiers permettent la relance de l'activité, et le dénoyage des puits abandonnés.
En octobre 1934, la mine a les honneurs du magazine Voilà, créé trois ans plus tôt par Gaston Gallimard et dirigé par Joseph Kessel. Le minerai du Châtelet y est présenté comme bien plus pur que celui des mines importantes de La Bellière et Salsigne :

« L'usine a une odeur pharmaceutique. Le mispickel, battu dans le bain drogué, émet une mousse étincelante qui semble de bulles d'étain. Le quartz descend au fond de la cuve de flottation. Le sulfure portant l'or surnage par attraction moléculaire, chaque particule enrobée dans les produits huileux plus légers que l'eau (...) Le Châtelet produit à la fusion l'or le plus pur de France, titrant de 900 à 950 millièmes, ce qui laisse peu à faire au raffinage (...). »

— Pierre Hamp, 20 octobre 1934.
La mine était exploitée avec des lixiviats d'acide cyanhydrique (cyanure d'or) à la fin. Elle le fut pendant de longues années avec fractionnement par chauffage et lixiviation par acide arsénieux (arséniure d'or).

### Infrastructures annexes
Afin de loger sur place une main-d'œuvre étrangère, la société d'exploitation de la mine construit, à partir de 1910, une cité ouvrière à Budelière, sur le site du Châtelet. 50 premiers logements sont livrés en 1910, mais les chimistes, le sous-chef d'exploitation et les géomètres sont logés dans une habitation dès 1908. 22 nouvelles habitations, au confort sommaire, suivent en 1911. Le nombre total de logements est fixé à 68 à la fin 1913.

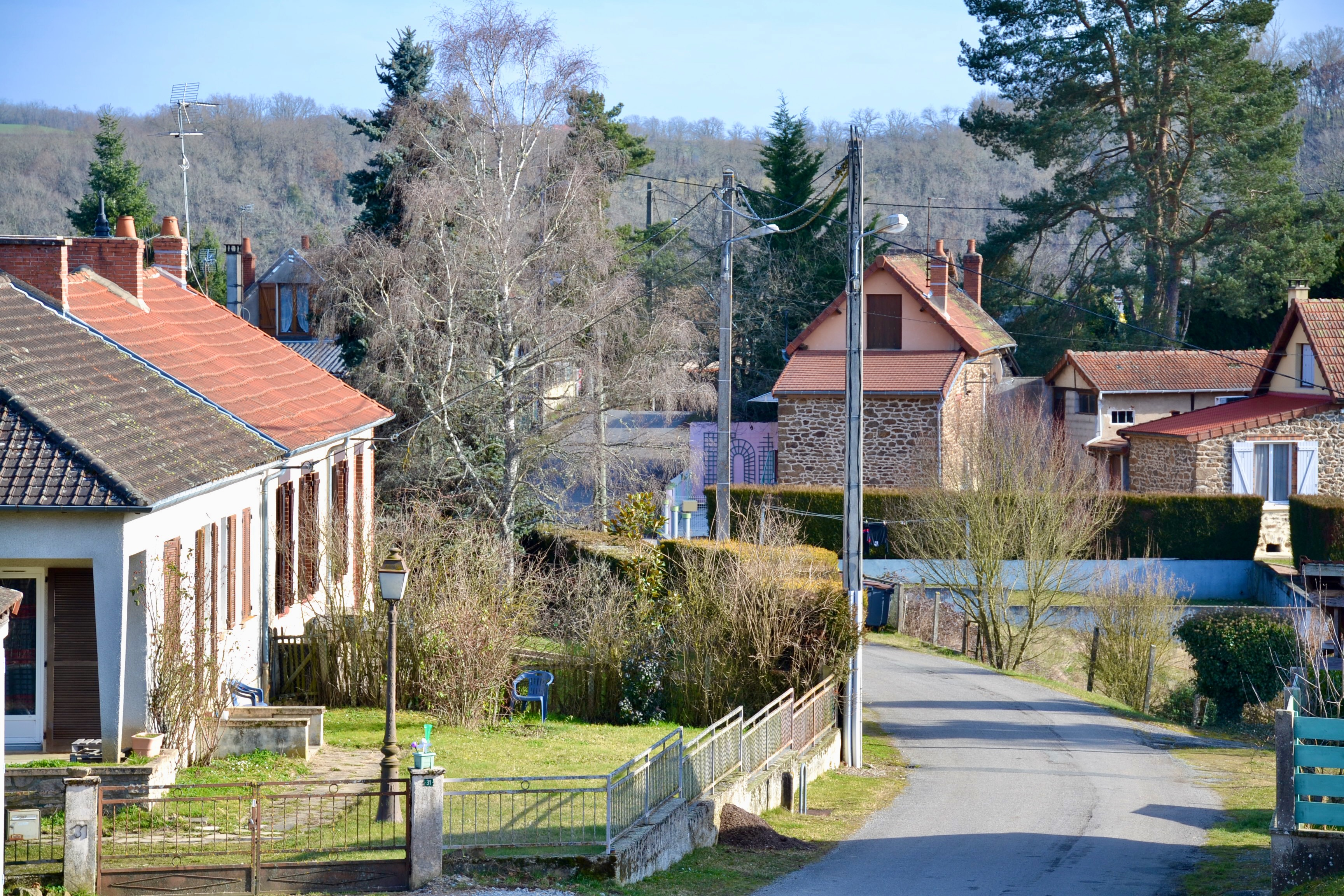
Maisons ouvrières du Châtelet.
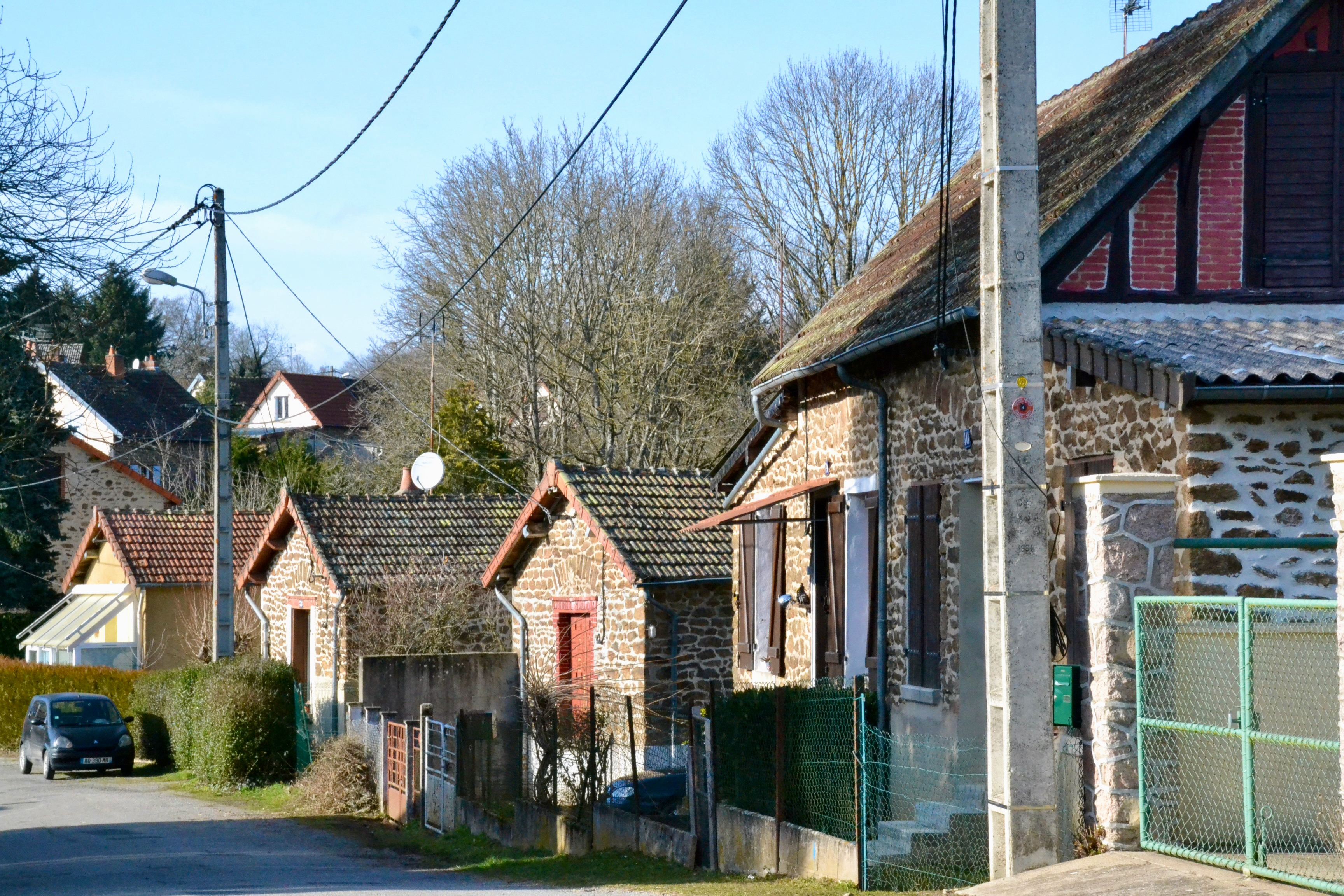
Maisons ouvrières du Châtelet.
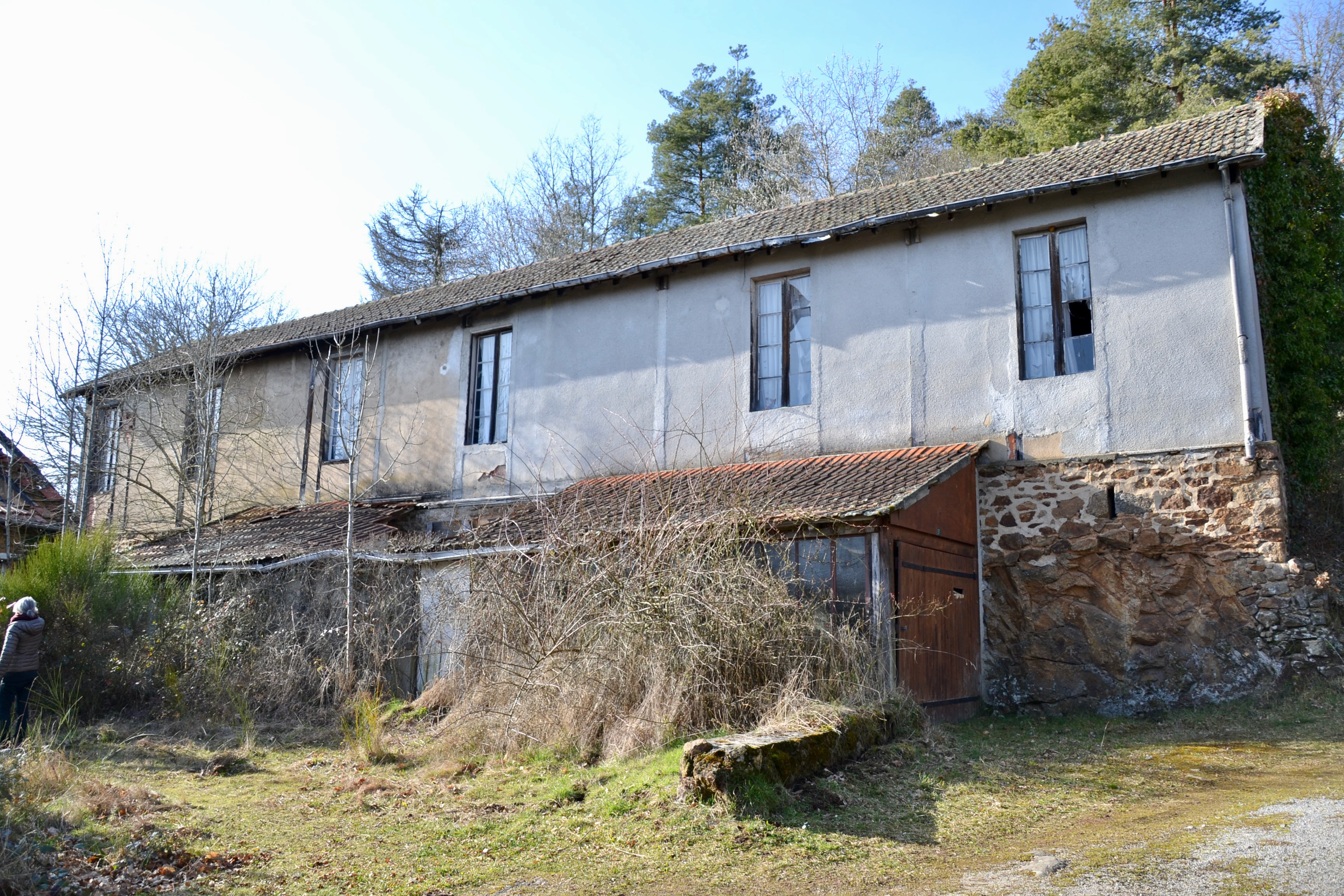
Ancienne cantine.

### Fermeture et après-mine

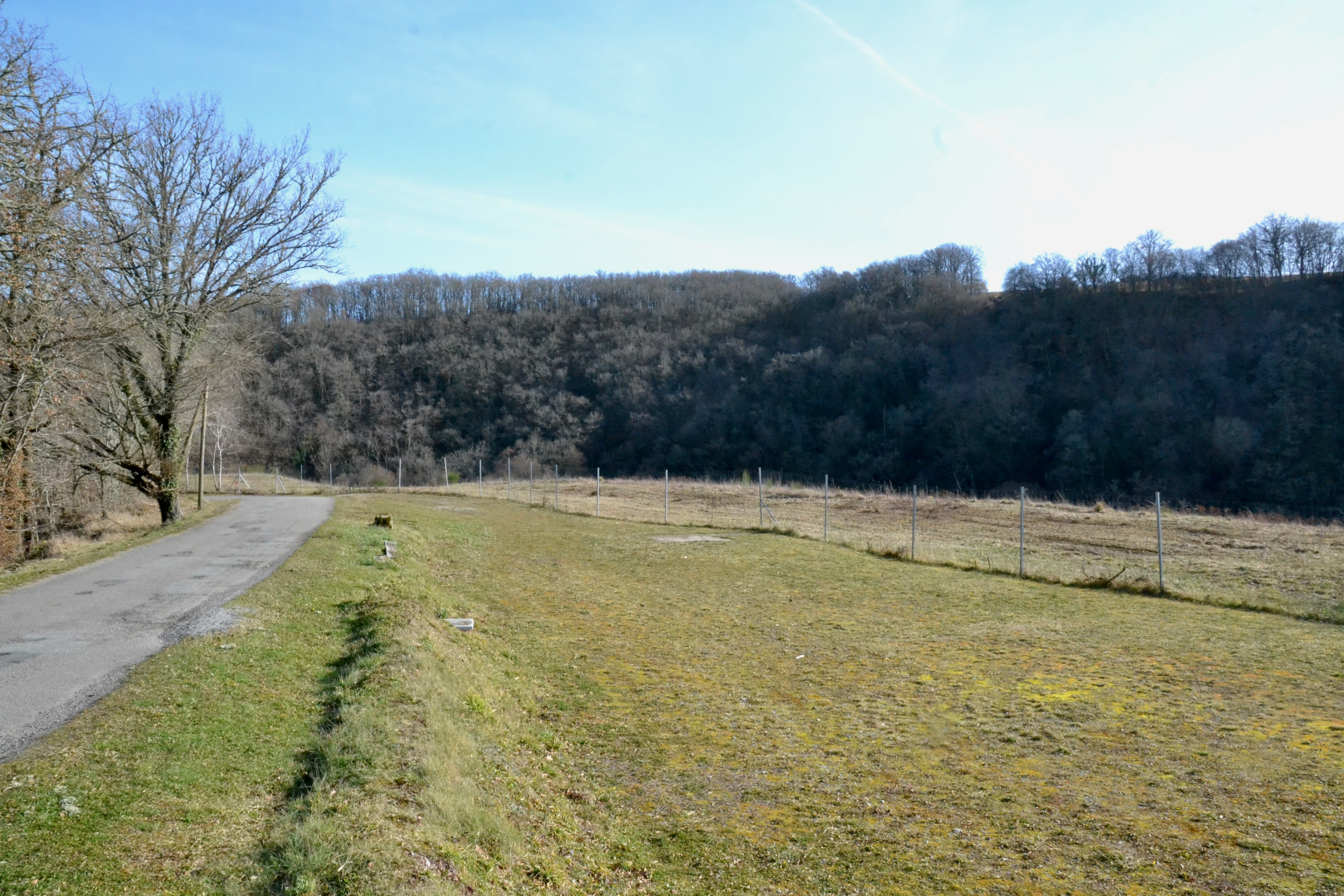
Anciens terrains de la mine, nettoyés et clôturés (ici en 2022).

La mine ferme en 1955, après plusieurs années difficiles, marquées par la baisse du cours de l'or. Les travaux miniers sont en partie bouchés en 1959.
On a extrait un peu plus de 15 tonnes d’or de la mine entre son ouverture en 1905 et sa fermeture en 1955. 
Le BRGM a effectué des travaux de recherche (sondages) de 1982 à 1990. La mine d'or du Châtelet est la mine d'or du Bureau de recherches géologiques et minières (BRGM) qui produisit le plus gros tonnage total d'or depuis la période gallo-romaine : 2e Saint-Yrieix-la-Perche (87), 3e Salsigne. Elle est située à une cote géographique de 30 m au-dessus du barrage hydro-électrique de Rochebut.
Le site a entièrement été réhabilité avec l'enfermement dans une alvéole des secteurs les plus touchés par l'arsenic. Des mesures font état de faibles présences de polluants dans la Tardes, inférieures au seuil de potabilité, mais de concentrations importantes au droit du site. D'importants travaux, comprenant la démolition des vestiges, ont été à nouveau menés de 2010 à 2011 afin de contenir des produits polluants,. Il fait depuis l'objet d'une surveillance régulière, de la part du Département prévention et sécurité minière du Bureau de recherches géologiques et minières.

### Valorisation
Le village du Châtelet est librement accessible. Au départ du point de vue panoramique des « rochers de la Coop », les petits sentiers de balade permettent de découvrir une ancienne source aurifère et les anciens logements de mineurs. L'un d'entre eux, la « maison Zafran », meublée dans le style de la première moitié du XXe siècle, est visitable.

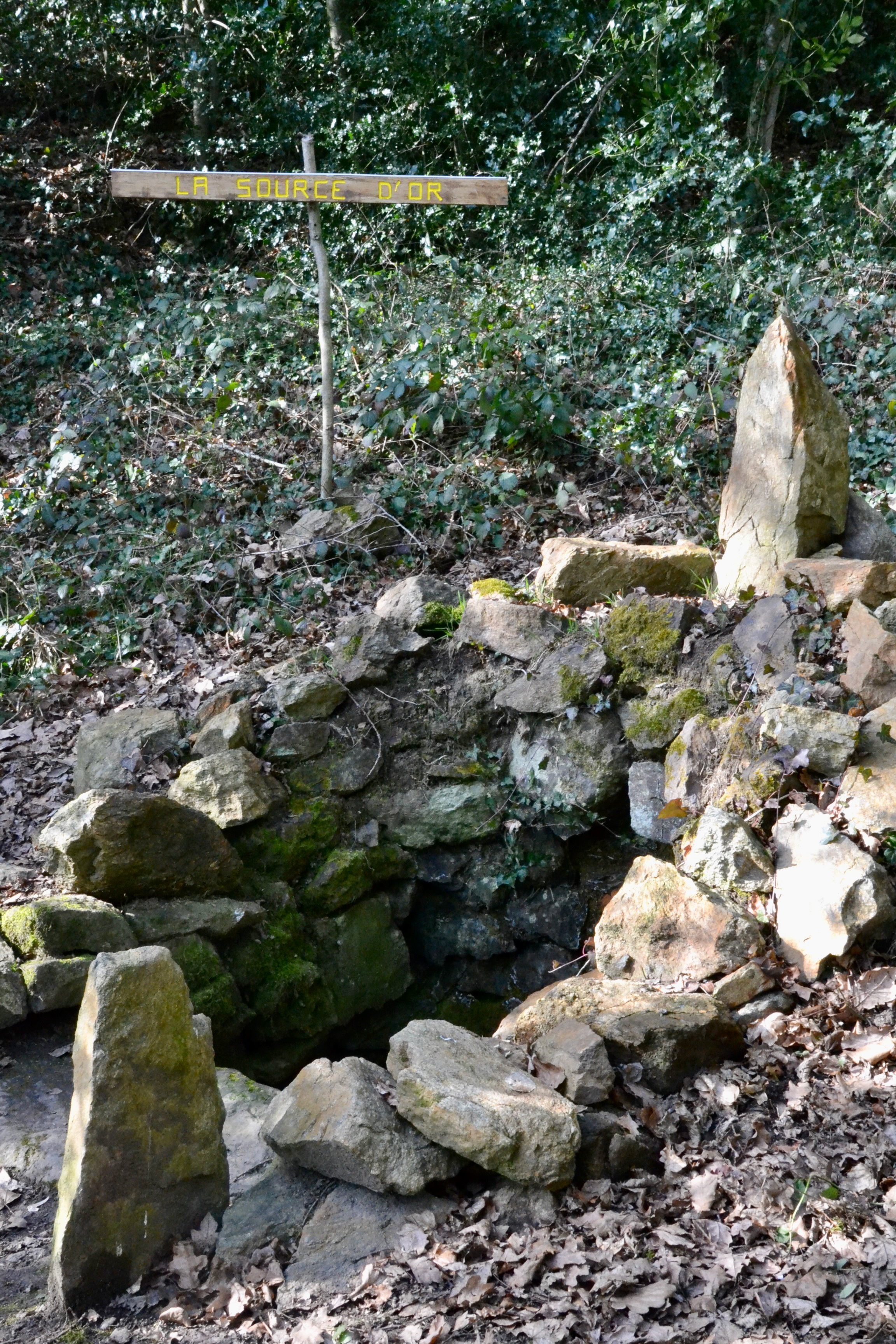
La « Source d'Or ».
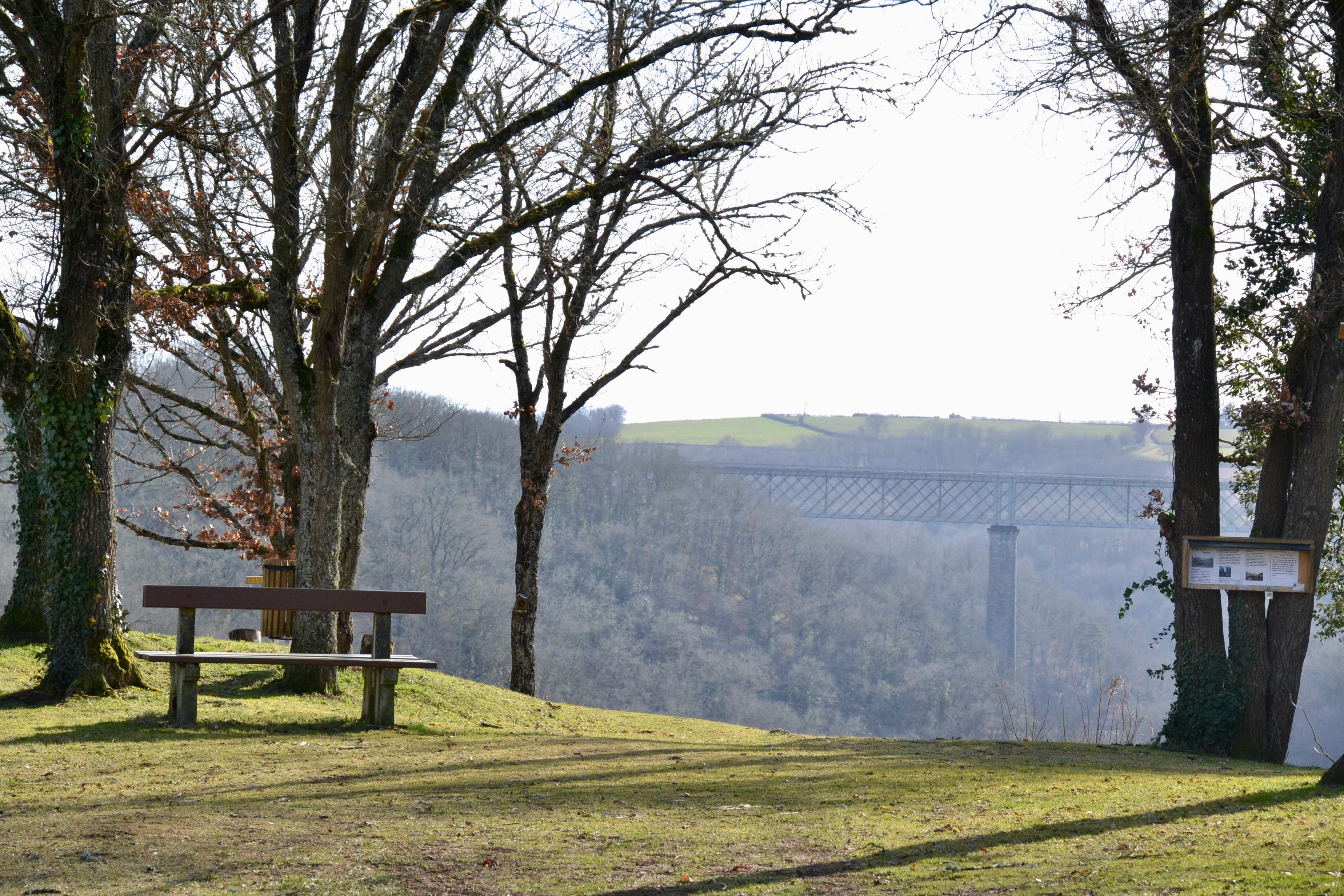
Point de vue des « Rochers de la Coop », donnant sur le viaduc de la Tardes.
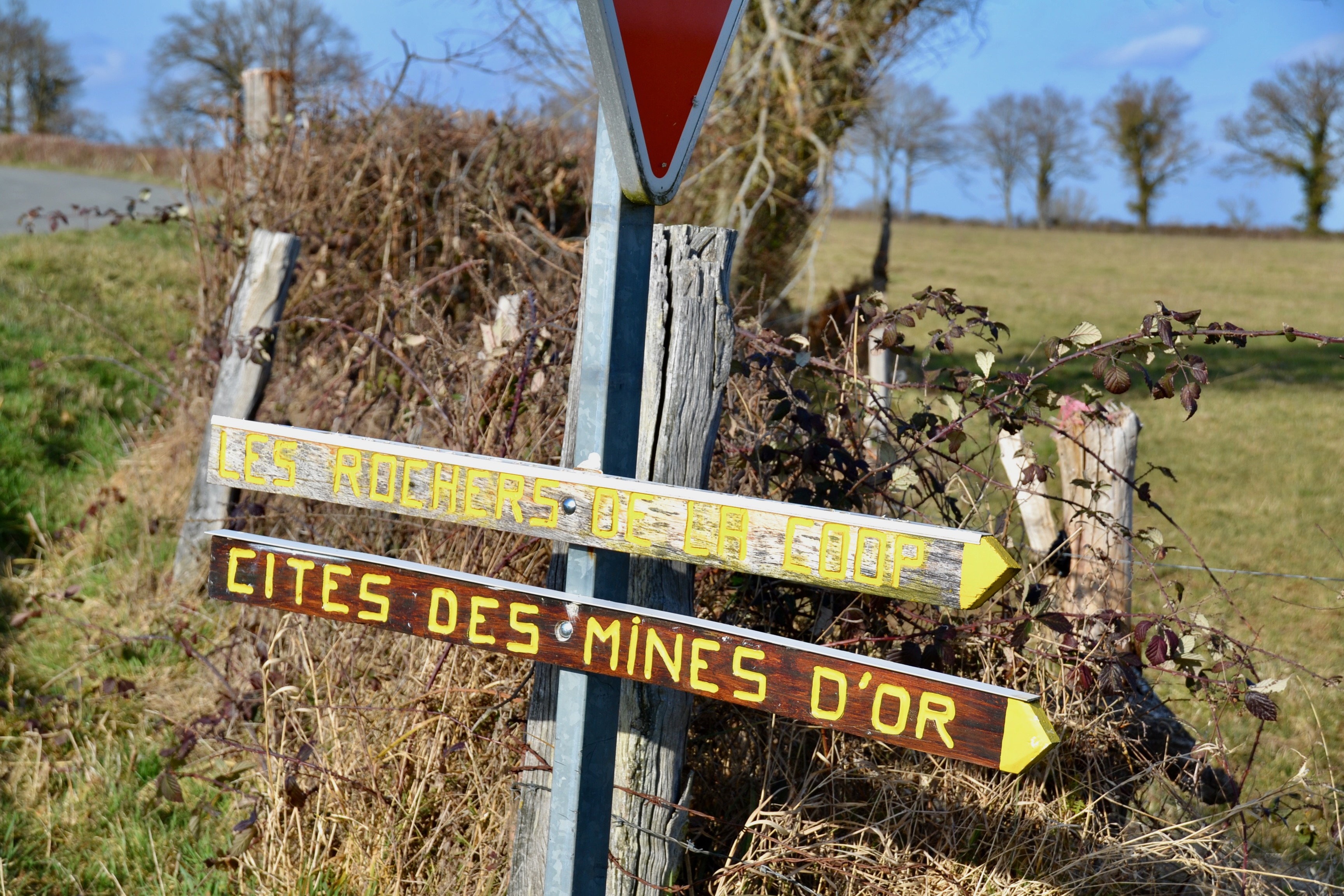
Panneaux indicateurs.